# Ларимар
Ларима́р (исп. Larimar) — полудрагоценный бело-голубой мутноватого оттенка минерал, одна из разновидностей пектолита.
Цвет этих камней может варьироваться — они бывают светло-голубые, зеленовато-голубые, белые и тёмно-синие. Ларимар был обнаружен в 1974 году в вулканических породах эпохи миоцена в Доминиканской Республике, в её приморской юго-западной провинции Бараона, у подножия горного хребта Баоруко. С начала 1980-х годов осуществляется промышленная добыча и обработка этого минерала с целью его использования в ювелирной промышленности. Из оправленных в серебро (иногда в золото) камней ларимара изготавливаются многочисленные серьги, ожерелья, браслеты, кольца и тому подобное, являющиеся весьма популярным экспортным товаром в странах Карибского бассейна. Собственно ларимар встречается лишь в двух местах на планете — на полуострове Бараона в Доминиканской Республике и в местности Фитта близ Соаве в Италии.
В отношении белого пектонита ларимар обладает большей твёрдостью (до 6 по шкале Мооса). Своё название получил по имени младшей дочери первооткрывателя этого камня, доминиканского ювелира Мигеля Мендеса, Ларисы и обозначения моря (mar) в испанском языке (так как он имеет морской цвет). Своей редкой голубой окраской минерал обязан наличию малого содержания ванадия в породе. Имеет плотную триклинную кристаллическую структуру.